# Gijsbert Bronkhorstski-Borkulski
Gijsbert Bronkhorstski, gospod Bronkhorstski in Borkulski, imenovan tudi Gijsbert iz Borkula (umrl 1402). Bil je sin Gijsberta V. iz Bronkhorstskega in Katarine iz Leefdaela.

## Poroka in otroci
Februarja 1360 se je poročil s Henriko Dodinkweerdsko, gospo Borkulsko (umrla pred 1397). Gijsbert in Henrika v zakonu nista imela otrok.
Gijsbert je imel tri otroke iz zunajzakonske zveze:

## Gospodstvo Borculo
Henrika Borkulska, imenovana Dodinkweerd, je kupila dvor in gospostvo Borculo leta 1358 ali pozneje od Reinalda III., vikonta Coevordena in gospoda Borkulskega.
Po ženini smrti je Gijsbert okoli leta 1397 pridobil gospostvo Borculo in postal prvi gospodar Borkula iz družine Bronckhorst. Po Gijsbertovi smrti leta 1402 je Borkulo prešel v posest njegovega nečaka Friderika Bronkhorstskega (rojenega leta 1405), mlajšega sina Gijsbertovega brata Viljema IV. Bronkhorstskega.